# Germain Bouchon-Brandely
Pour les articles homonymes, voir Bouchon.
Jean-Baptiste Bouchon dit Germain Bouchon-Brandely né le 10 juin 1847 à Bort-les-Orgues et mort le 23 juin 1893 à Paris , est un sculpteur français.

## Biographie
Germain Bouchon-Brandely est né à Bort-les-Orgues (Corrèze) en juin 1847. Élève de François Jouffroy aux Beaux-Arts de Paris, il expose des médaillons et des bustes au Salon de 1869 à 1883, époque où il habite déjà au Collège de France au 1, place Cambrai. 
Il meurt le 23 juin 1893 au sein du collège de France dans le 5e arrondissement de Paris.

## Œuvres
- M. le docteur Henri de L... Buste en bronze. Salon de 1869 (n° 3229).
- Portrait de Mme A. H... Médaillon en marbre. Salon de 1870 (n° 4291).
- Portrait d'enfant. Buste en bronze. Salon de 1870 (n° 4292).
- Portrait de Mlle Georgette. Médaillon en plâtre. Salon de 1874 (n° 2692).
- Frank Mitchell, engagé volontaire, tué à Buzenval le 19 janvier 1871. Médaillon en plâtre. Salon de 1874 (n° 2693).
- Portrait de M. E. Laboulaye Médaillon en bronze. Salon de 1876 (n°3099).
- Portrait de M. J. Ozenne. Médaillon en bronze. Salon de 1876 (n° 3100).
- Portrait de Mme Élisabeth B... Médaillon en marbre. Salon de 1882 (n° 4138).
- Portrait de Mme E... Médaillon en marbre. Salon de 1883 (n° 311).